# Hans Dragendorff
Pour les articles homonymes, voir Dragendorff.
Hans Dragendorff est un archéologue allemand né à Dorpat, en gouvernement d'Estonie le 15 octobre 1870 et mort à Fribourg-en-Brisgau en Allemagne le 29 janvier 1941. Il a donné son nom à une typologie de céramique, Dragendorff.

## Formation et carrière
Dragendorff étudie d'abord à Dorpat, puis à Berlin et Bonn auprès de Georg Loeschcke et est diplômé en 1894 avec sa thèse sur la céramique sigillée intitulée De vasculis Romanorum rubris capita selecta, publiée en allemand en 1896 dans l'Annuaire de Bonn, le Bonner Jahrbüchern. Cette thèse crée une classification de la sigillée qui fait encore référence de nos jours. 
En 1896, il obtient une bourse de voyage auprès de l'Institut archéologique allemand et devient professeur associé en archéologie classique à Bâle en Suisse en 1898. En 1901, l'Institut allemand le nomme membre à part entière. En 1902, il devient directeur de la Commission romano-germanique, Commission romano-germanique (de), à Francfort. Entre 1911 et 1922, il est secrétaire général de l'Institut archéologique allemand puis enseigne de 1922 à 1938 l'archéologie classique à Fribourg-en-Brisgau. Au déclenchement de la Seconde Guerre mondiale, il est de nouveau nommé à la Commission romano-germanique jusqu'à son décès à Fribourg en 1941.

## Publications
- [1894] (la) De vasculis romanorum rubris capita selecta (thèse de doctorat), Bonn, 1894, 1 pl. + 36, sur archive.org (lire en ligne).
- [1895] (de) « Terra sigillata: ein Beitrag. zur Geschichte der griechischen und römischen Keramik », Bonner Jahrbücher,‎ 1895 (présentation en ligne).
- [1903] (de) Thera: Untersuchungen, Vermessungen und Ausgrabungen in den Jahren 1895 - 1902 (Band 2): Theraeische Gräber, Berlin, 1903, sur journals.ub.uni-heidelberg.de (présentation en ligne, lire en ligne).
- [1912 (1919)] (de) Westdeutschland zur Römerzeit, Leipzig, Quelle & Meyer, 1919, 2e éd. (1re éd. 1912), 125 p., sur digital.ub.uni-duesseldorf.de (présentation en ligne, lire en ligne).
- [1919] (de) chap. 13 « Archäologische und kunstwissenschaftliche Arbeit während des Weltkrieges in Mazedonien », dans Paul Clemen, Kunstschutz im Kriege, Leipzig, 1919, sur bentchev.tripod.com (lire en ligne).
- [1924] (de) H. D. et Emil Krüger, Das Grabmal von Igel, Trèves, 1924.